# Жлобинский историко-краеведческий музейный комплекс
Жлобинский историко-краеведческий музей (бел. Жлобінскі гісторыка-краязнаўчы музей) — музей в городе Жлобин Гомельской области Беларуси.

## История
Государственное учреждение культуры «Жлобинский историко-краеведческий музей» основан в городе Жлобин в сентябре 1987 года в результате реорганизации общественного Музея народной славы. Открыт для посетителей 15 февраля 1992 года.
Жлобинский государственный историко-краеведческий музей располагается в старинном здании, которое было построено в 1911 году, до этого в этом здании был детский сад. Здание музея одноэтажное, имеет окна, которые украшены витражами.
В музее шесть экспозиционных залов: история Жлобинщины с древних времен до XIX века, этнографическая экспозиция, история строительства железной дороги, зал революционных событий, «Великая Отечественная война», «Оккупация». В музее находятся ценные предметы: факсимильное издание «Слуцкое Евангелие», кости древних животных, коллекция самоваров, а также орудия труда и охоты, предметы быта предков. В 2012 году в фондах музея было 15817 предметов.
Сотрудники музея проводят игры, занятия: «Родная хатка», «Беларускае адзенне». В музее проходят выставки. Выставка «Кукла Даша, кукла Маша» вызвала интерес у взрослых и детей. Работники музея проводят патриотическую работу: организуют и проводят встречи с ветеранами Великой Отечественной войны, узниками концлагерей, а также с белорусскими художниками и писателями.
В ноябре 2020 года музей переехал в обновлённое здание.
В декабре 2021 года коллекция экспонатов музея пополнилась двумя пушками, которые были изготовлены на заводе «Центролит» в соответствии с образцами XVIII века. Установлены на улице у входа в здание музея.
В 2023 году усадебный дом Козелл-Поклевских отмечал 130-летие. Подарки, полученные к юбилею, улучшили его материально-техническую базу и пополнили музейный фонд. Денежные средства направлены на приобретение ротонды, аутентичной мебели, позолоту лестничной площадки центральной лестницы. Это дало возможность завершить процесс позолоты внутреннего убранства дома. Среди подарков – картина XIX века и серебряный портсигар земляка Героя Советского Союза Василия Козлова, подаренные частным коллекционером С. Путилиным, экран и мультимедийная установка. Приобретены аутентичная мебель, предметы интерьера, мини-трактор и др.
П. А. Карибский передал в музей благодарности, наградное удостоверение, поздравительные документы. Хранятся воспоминания П. А. Карибского о боевом пути.
7 декабря 2024 года на территории мемориального комплекса «Детям – жертвам войны» открыт новый музейный комплекс.
Решением Жлобинского районного исполнительного комитета от 17.12.2024 № 3610 государственное учреждение культуры «Жлобинский историко-краеведческий музей» переименовано в государственное учреждение культуры «Жлобинский историко-краеведческий музейный комплекс».
На основании приказа отдела культуры Жлобинского районного исполнительного комитета от 27.12.2024 № 378 филиал «Красный Берег» переименован в филиал «Музей «Детям войны» государственного учреждения культуры «Жлобинский историко-краеведческий музейный комплекс», в состав которого входит мемориальный комплекс «Детям-жертвам войны».

## Структура
Жлобинский историко-краеведческий музейный комплекс включает:
- Жлобинский историко-краеведческий музей в г. Жлобин
- Филиал «Музей «Детям войны»[8][9]. Красный Берег, населённый пункт в 20 км на северо-западе от Жлобина, входит в число достопримечательностей, объединённых в туристический маршрут «Золотое кольцо Гомельщины». 
  - Мемориальный комплекс «Детям-жертвам войны»
  - Музей «Детям-жертвам войны»
- Филиал «Музей-усадьба XIX века Козелл-Поклевских»

## Экспозиции
Главным объектом экспозиционного отражения музея является история города и района. Музей играет роль научного, культурно-просветительского и методического центра музейного дела в Жлобинском районе; помогает приобщению к национальному и общечеловеческому наследию, служит воспитанию и самообразованию граждан.
В музее 16 экспозиционных залов: археологии, этнографии, развития железной дороги, революции, Великой Отечественной войны, религия на Жлобинщине, детский зал и др.
В Жлобинском музее, кроме экспозиции есть картинная галерея, выставочный зал, музыкальный салон, лекционный зал.
В зале «Археология Жлобинщины» представлена палеонтология, археологические находки Жлобинского района. Можно увидеть макет Жлобинского замка, реконструкцию захоронения бронзового века.
Продолжает экспозицию музея зал «Природы», где посетители познакомятся с флорой и фауной Жлобинщины. В зале, посвященном этнографии, представлен сруб крестьянской избы XIX в. Узнать историю создания белорусского национального костюма можно в зале «Национальная символика и национальный костюм». С историей возникновения Жлобина, создание железной дороги и революции посетители ознакомится в залах № 5-7. В фотоателье можно увидеть историю XX в., прикоснувшись к предметам того периода. В залах, посвященных Великой Отечественной войне, представлены документы, фотографии, предметы, медали того периода. В «Послевоенном периоде» представлены основные предприятия нашего города.
С историей образования, здравоохранения, спорта, самыми знаменитыми людьми района можно познакомиться в зале «История Жлобинщины в лицах». Продолжает экспозицию зал «Религии», где представлены православные крестики X в. и др. В «Детском» зале можно поиграть, собрать пазлы, посмотреть обучающие мультфильмы. Там же проходят занятия и мастер-классы.

## Достижения
- Филиал «Красный Берег» Лауреат XXI Республиканского туристического конкурса «Познай Беларусь» в номинации «Музей года» — подноминация «Районные (городские) музеи» (15.12.2023)[10].
- Музей победил в областном конкурсе по охране труда среди учреждений культуры и занял 2-е место в областном конкурсе по идеологической работе. Лауреатом конкурса творческих работ, посвящённых Году мира и созидания, стал научный сотрудник музея с проектом «Доступная археология»[5][6].